# Daniël Vanhessche
Daniël Vanhessche (Varsenare, 21 april 1960) is een Belgisch politicus voor CD&V. Hij was burgemeester van Jabbeke van 2011 tot 2022.

## Biografie
Vanhessche groeide op in een landbouwgezin in Oudenburg. Hij ging naar school in Oudenburg en daarna in Oostende. Na zijn huwelijk in 1983 ging hij in Zerkegem, een deelgemeente van Jabbeke, wonen. Hij werkt als werfleider bij Geo-Milieu West in Brugge.
Vanhessche engageerde zich al snel in het verenigingsleven en stapte in de gemeentepolitiek. In 1988 nam hij voor het eerst deel aan de gemeenteraadsverkiezingen, maar werd net niet verkozen. Hij zetelde vanaf 1989 wel in de OCMW-raad. Na de volgende verkiezingen werd hij in 1995 gemeenteraadslid en in 2001 werd hij schepen. In 2007 werd hij eerste schepen onder burgemeester en partijgenoot Hendrik Bogaert. In 2010 besloot Bogaert om zich te concentreren op de nationale politiek en nam tijdens de bestuursperiode ontslag als burgemeester. Vanhessche volgde hem in 2011 op en werd hiermee de vijfde burgemeester van de gemeente Jabbeke. Na de gemeenteraadsverkiezingen van 2012 werd hij opnieuw voorgedragen als burgemeester. In 2022 gaf hij de fakkel door aan Frank Casteleyn. Vanhessche bleef wel zetelen in de gemeenteraad.